# Rolls-Royce Turboméca
La Rolls-Royce Turboméca Limited è una joint venture anglofrancese attiva nello sviluppo e produzione di motori aeronautici ad uso militare.
Creata dalla decisione di sviluppare progetti comuni di velivoli da combattimento ed addestramento tra il governo britannico e quello francese, sfociato nella produzione del cacciabombardiere SEPECAT Jaguar, la britannica Rolls-Royce plc e la francese Turbomeca iniziarono una cooperazione nel maggio 1965 per lo sviluppo del motore che sarebbe stato proposto per equipaggiare il Jaguar.
Dopo l'affermazione dell'Adour nella fornitura propulsiva del nuovo apparecchio giunta nel novembre 1965, venne formalmente fondata l'azienda nel maggio 1966 e siglato l'accordo definitivo tra le due case madri il giugno successivo.
Attualmente l'azienda è concentrata nella produzione e sviluppo del turboalbero RTM322 destinato all'uso elicotteristico.

## Motori prodotti

### Turbogetto
- Rolls-Royce Turbomeca Adour: usato nel cacciabombardiere anglofrancese SEPECAT Jaguar

### Turboalbero
- Rolls-Royce Turboméca RTM322: usato negli elicotteri AgustaWestland EH101, Westland WAH-64 Apache e NHIndustries NH90